# Haja Faradż Jusuf
Haja Faradż Jusuf, Haiat Farag (ar. حياة فرج; ur. 18 lutego 1987) – egipska zapaśniczka walcząca w stylu wolnym. Olimpijka z Pekinu 2008, gdzie zajęła trzynaste miejsce w kategorii 63 kg.
Trzykrotnie uczestniczyła w mistrzostwach świata a jej najlepszy wynik to siedemnaste miejsce w 2009. Wicemistrzyni igrzysk afrykańskich w 2007. Zdobyła dwa złote medale na mistrzostwach Afryki, w 2008 i 2009. Wicemistrzyni igrzysk śródziemnomorskich w 2013.
- Turniej w Pekinie 2008

Przegrała w pierwszej walce z Amerykanką Randi Miller i odpadła z turnieju.